# Premi Unión de Actores a la millor actriu secundària de televisió
El Premi a la millor actriu secundària en la seva secció de televisió lliurat per la Unión de Actores y Actrices reconeix la millor interpretació d'una actriu principal dins d'una sèrie de televisió. Es ve lliurant des de 2002, ja que entre 1991 i 2001 es va lliurar un únic premi al millor interpretació secundària, sense distingir entre masculina i femenina.

## Guardonats

### Dècada de 2000
| Ganyadora | Candidates                                                    | |
| 2002      | 2002                                                          | 2002 |
| --------- | ------------------------------------------------------------- | --- |
|           | Terele Pávez per Doña Pura a Cuéntame cómo pasó               | - Rosario Pardo per Nieves a Cuéntame cómo pasó - Lola Herrera per Carmen Arranz a Un paso adelante                |
| 2003      |                                                               | |
|           | Malena Alterio per Belén López Vázquez Aquí no hay quien viva | - María Galiana per Herminia López a Cuéntame cómo pasó - Mariví Bilbao per Marisa Benito a Aquí no hay quien viva |
| 2004      |                                                               | |
|           | Carmen Machi per Aída García García a 7 vidas                 | - Fátima Baeza per Esther García Ruiz a Hospital Central - Laura Pamplona per Alicia Sanz a Aquí no hay quien viva |
| 2005      |                                                               | |
|           | Isabel Ordaz per Isabel Ruiz a Aqui no hay quien viva         | - María Pujalte per Mónica Olmedo a 7 vidas - Pilar Barrera per Pura a Amar en tiempos revueltos                   |
| 2006      |                                                               | |
|           | Inma Cuevas per Magda a Mujeres                               | - Ana Goya per Varios a Agitación + IVA - Teresa Lozano per Palmira a Mujeres                                      |
| 2007      |                                                               | |
|           | Petra Martínez per Teresa Galán a Herederos                   | - Marta Calvó per Regina Caballero a Amar en tiempos revueltos - Belén López per Claudia Barea a RIS Científica    |
| 2008      |                                                               | |
|           | Ana Labordeta per Rosario a Amar en tiempos revueltos         | - Marina San José per Ana Rivas a Amar en tiempos revueltos - Ana Wagener per Vicenta Ramírez a La Señora          |
| 2009      |                                                               | |
|           | Carme Conesa per Alicia Santibáñez a La Señora                | - Inma Cuesta per Margarita a Águila Roja - Ana Wagener per Vicenta Ramírez a La Señora                            |

### Dècada de 2010
| Ganyadora | Candidates                                                | |
| 2010      | 2010                                                      | 2010 |
| --------- | --------------------------------------------------------- | --- |
|           | Ana Polvorosa (1) per Lorena García García a Aída         | - Ana Goya por Patro en Amar es para siempre - Blanca Apilánez per Rosa a Pelotas                                   |
| 2011      |                                                           | |
|           | Juana Acosta per Mónica a Crematorio                      | - Victoria Abril per La Polaca a Hospital Central - Carmen Gutiérrez per Benita Sánchez a Amar en tiempos revueltos |
| 2012      |                                                           | |
|           | Concha Velasco per Ángela Salinas a Gran Hotel            | - Bárbara Lennie per Joana d'Avis a Isabel - Luz Valdenebro per Sofía Alarcón a Gran Hotel                          |
| 2013      |                                                           | |
|           | Elvira Mínguez per Dolores a El tiempo entre costuras     | - Alicia Borrachero per Aixa a Isabel - Ángela Molina per Doña Sofía a Gran Reserva                                 |
| 2014      |                                                           | |
|           | Victoria Abril per Fernanda a Sin identidad               | - Ainhoa Santamaría per Beatriz de Bobadilla a Isabel - Verónica Sánchez per Amparo Duque a Sin identidad           |
| 2015      |                                                           | |
|           | Susi Sánchez per Lluïsa de Savoia a Carlos, rey emperador | - Cecilia Freire per Rita Montesinos a Velvet - Alba Flores per Saray a Vis a vis                                   |
| 2016      |                                                           | |
|           | Alba Flores per Saray a Vis a vis                         | - Alicia Borrachero per Olga a La embajada - María Isabel Díaz per Sole a Vis a vis                                 |
| 2017      |                                                           | |
|           | Ana Polvorosa (2) per Sara Millán a Las chicas del cable  | - Alba Flores per Nairobi a La casa de papel - Ana Villa per Psicóloga Lucía Velázquez a Centro médico              |
| 2018      |                                                           | |
|           | Anna Castillo per Pilar a Arde Madrid                     | - Adriana Ozores per Macarena Rey a Velvet Colección - Elisabet Gelabert per Ángela Márquez a Gigantes              |